# 的里雅斯特植物园
的里雅斯特植物园（Civico Orto Botanico di Trieste）是意大利东北部的里雅斯特的一个市立植物园，位于马尔切塞蒂街（via Marchesetti） 2号。占地90公顷，耕地面积10，000平方米。
植物园建立于1842年，当时该市首次试验种植奥地利黑松。到1861年，植物园开始成形，采集的物种来自朱利安阿尔卑斯山脉、伊斯特拉半島和达尔马提亚.1873年向公众开放，1877年出版了第一批254种植物目录(Delectus seminum quae Hortus Botanicus tergestinus pro mutual communicatione offert), 1903年成为自然历史博物馆附属的公共机构。1986年，由于资源不足，植物园被迫停止开放。2001年部分花园重新开放。